# Juan Miguel de Agüero
Juan Miguel de Agüero (Trasmiera, m. s.XVI- 1610, Ciudad de México) fue un arquitecto español del renacimiento que desarrolló su carrera y obra en el Nuevo Mundo.

## Biografía
Juan Miguel de Agüero nació en comarca de Trasmiera, en la actual Cantabria. Tras formarse como maestro de obras en España y trabajar en tiempo en Santander pasó a Cuba y Nueva España.
En Cuba participó en 1574 en los trabajos de los fuertes y fortificaciones de La Habana. Posteriormente pasó a Mérida, donde se hizo cargo de finalizar las bóvedas de la  Catedral de San Ildefonso entre 1588 y 1599. A la muerte de Pedro de Aulestia, varios maestros mayores lo sustituyeron, siendo el último de ellos Juan Miguel de Agüero. Este llegó de la capital de la Nueva España a Yucatán alrededor de 1581, momento em que se estaba construyendo la citada catedral, de cuyas bóvedas se hizo cargo. Las bóvedas de Juan Miguel de Agüero se encuentran en la nave lateral de la catedral sobre la entrada sur. El conjunto de bóvedas rebajadas encajonadas al estilo de Sebastiano Serlio se inspiró en las bóvedas del Panteón de Roma, cuyos dibujos habían sido publicados por Villalpando en 1563 en su traducción del tratado de Serlio. En el momento que se incorporó a la obra la mayoría de las piezas de piedra de la catedral habrían sido talladas y sin duda Agüero poseía los conocimientos geométricos para interpretar los patrones existentes del diseño original de Aulestia, lo que le permitió llevar a cabo la ejecución de las bóvedas de la catedral. En pago a sus servicios el gobernador de Yucatán Diego Fernández de Velasco le asignó una pensión vitalicia que el arquitecto nunca recibió, por lo cual elevó la información antedicha al Consejo de Indias; probablemente su reclamación nunca fue atendida.
Em 1602 trabajó, sobre los planos trazados por el fallecido entonces Claudio de Arciniega para la Catedral Metropolitana de la Ciudad de México, en el modelo de ésta. Asimismo, fue el encargado de las elevaciones de la catedral y responsable de cumplir con la función tradicional del edificio de la catedral. También fue responsable de preservar las naves largas, al mismo tiempo que simplificaba la planta y los elementos constructivos.  
Las últimas noticias que se poseen sobre Agüero lo sitúan en 1610 en la construcción del convento del Carmen de la Ciudad de México.